# Giải vô địch bóng đá nữ U-20 thế giới 2022
Giải vô địch bóng đá nữ U-20 thế giới 2022 (tiếng Anh: 2022 FIFA U-20 Women's World Cup, tiếng Tây Ban Nha: Copa Mundial Femenina Sub-20 de la FIFA Costa Rica 2022) là lần thứ 10 của Giải vô địch bóng đá nữ U-20 thế giới, giải vô địch bóng đá trẻ quốc tế hai năm một lần dành cho nữ giữa các đội tuyển U-20 quốc gia của các liên đoàn thành viên thuộc FIFA, kể từ lần đầu tiên vào năm 2002 với tên gọi Giải vô địch bóng đá nữ U-19 thế giới (độ tuổi được nâng từ 19 lên 20 vào năm 2008). Được tổ chức tại Costa Rica, nơi sẽ đăng cai giải đấu năm 2020 trước khi bị hủy do đại dịch COVID-19. Đây là lần thứ hai Costa Rica đăng cai tổ chức một giải đấu của FIFA sau Giải vô địch bóng đá nữ U-17 thế giới 2014.
Nhật Bản là đương kim vô địch. Trận khai mạc là cuộc so tài giữa Costa Rica và Úc tại Sân vận động Quốc gia Costa Rica, San José. Trận chung kết được tổ chức vào ngày 28 tháng 8 năm 2022. Lần thứ ba trong các giải đấu của FIFA,  và lần đầu tiên ở các giải đấu trẻ, có một trận chung kết liên tiếp giữa hai đội bóng giống nhau.
Đây cũng là mùa giải cuối cùng có sự góp mặt của 16 đội trước khi mở rộng lên 24 đội vào năm 2024 tại Colombia.

## Chọn nước chủ nhà
Costa Rica và Panama ban đầu được chọn là đồng chủ nhà của Giải vô địch bóng đá nữ U-20 thế giới 2020 vào ngày 20 tháng 12 năm 2019, Trước khi Panama rút khỏi Costa Rica với tư cách là chủ nhà duy nhất. Vào ngày 17 tháng 11 năm 2020, FIFA thông báo Giải vô địch bóng đá nữ U-20 thế giới 2020 sẽ bị hủy bỏ do đại dịch COVID-19. Thay vào đó, Costa Rica được bổ nhiệm làm chủ nhà của giải đấu.

## Các đội tuyển vượt qua vòng loại
Tổng cộng có 16 đội đủ điều kiện cho giải đấu. Ngoài Costa Rica tự động đủ điều kiện làm chủ nhà, 15 đội đủ điều kiện từ sáu châu lục.
| Liên đoàn                                            | Giải đấu loại                                                                                                   | Đội         | Số lần tham dự | Lần cuối tham dự | Thành tích tốt nhất                      |
| ---------------------------------------------------- | --- | ----------- | -------------- | ---------------- | ---------------------------------------- |
| AFC (Châu Á) (3 Đội)                                 | Các đội được AFC đề cử dựa trên kết quả của Giải vô địch bóng đá nữ U-19 châu Á 2019 (vòng loại bị hủy bỏ)      | Úc[^]       | 4              | 2006             | Tứ kết (2002, 2004)                      |
| AFC (Châu Á) (3 Đội)                                 | Các đội được AFC đề cử dựa trên kết quả của Giải vô địch bóng đá nữ U-19 châu Á 2019 (vòng loại bị hủy bỏ)      | Nhật Bản    | 7              | 2018             | Vô địch (2018)                           |
| AFC (Châu Á) (3 Đội)                                 | Các đội được AFC đề cử dựa trên kết quả của Giải vô địch bóng đá nữ U-19 châu Á 2019 (vòng loại bị hủy bỏ)      | Hàn Quốc    | 6              | 2016             | Hạng ba (2010)                           |
| CAF (Châu Phi) (2 Đội)                               | Vòng loại Giải vô địch bóng đá nữ U-20 thế giới 2022 khu vực châu Phi                                           | Ghana       | 6              | 2018             | Vòng bảng (2010, 2012, 2014, 2016, 2018) |
| CAF (Châu Phi) (2 Đội)                               | Vòng loại Giải vô địch bóng đá nữ U-20 thế giới 2022 khu vực châu Phi                                           | Nigeria     | 10             | 2018             | Á quân (2010, 2014)                      |
| CONCACAF (Bắc, Trung Mỹ và Caribe) (Chủ nhà + 3 đội) | Chủ nhà | Costa Rica  | 3              | 2014             | Vòng bảng (2010, 2014)                   |
| CONCACAF (Bắc, Trung Mỹ và Caribe) (Chủ nhà + 3 đội) | Giải vô địch bóng đá nữ U-20 CONCACAF 2022                                                                      | Canada      | 8              | 2016             | Á quân (2002)                            |
| CONCACAF (Bắc, Trung Mỹ và Caribe) (Chủ nhà + 3 đội) | Giải vô địch bóng đá nữ U-20 CONCACAF 2022                                                                      | México      | 9              | 2018             | Tứ kết (2010, 2012, 2016)                |
| CONCACAF (Bắc, Trung Mỹ và Caribe) (Chủ nhà + 3 đội) | Giải vô địch bóng đá nữ U-20 CONCACAF 2022                                                                      | Hoa Kỳ      | 10             | 2018             | Vô địch (2002, 2008, 2012)               |
| CONMEBOL (Nam Mỹ) (2 đội)                            | Giải vô địch bóng đá nữ U-20 Nam Mỹ 2022                                                                        | Brasil      | 10             | 2018             | Hạng ba (2006)                           |
| CONMEBOL (Nam Mỹ) (2 đội)                            | Giải vô địch bóng đá nữ U-20 Nam Mỹ 2022                                                                        | Colombia    | 2              | 2010             | Hạng tư (2010)                           |
| OFC (Châu Đại Dương) (1 đội)                         | Đội được OFC đề cử dựa trên kết quả của Giải vô địch bóng đá nữ U-19 châu Đại Dương 2019 (vòng loại bị hủy bỏ)  | New Zealand | 8              | 2018             | Tứ kết (2014)                            |
| UEFA (Châu Âu) (4 đội)                               | Các đội được UEFA đề cử dựa trên kết quả của Giải vô địch bóng đá nữ U-19 châu Âu 2020/21 (vòng loại bị hủy bỏ) | Pháp        | 8              | 2018             | Á quân (2016)                            |
| UEFA (Châu Âu) (4 đội)                               | Các đội được UEFA đề cử dựa trên kết quả của Giải vô địch bóng đá nữ U-19 châu Âu 2020/21 (vòng loại bị hủy bỏ) | Đức         | 10             | 2018             | Vô địch (2004, 2010, 2014)               |
| UEFA (Châu Âu) (4 đội)                               | Các đội được UEFA đề cử dựa trên kết quả của Giải vô địch bóng đá nữ U-19 châu Âu 2020/21 (vòng loại bị hủy bỏ) | Hà Lan      | 2              | 2018             | Tứ kết (2018)                            |
| UEFA (Châu Âu) (4 đội)                               | Các đội được UEFA đề cử dựa trên kết quả của Giải vô địch bóng đá nữ U-19 châu Âu 2020/21 (vòng loại bị hủy bỏ) | Tây Ban Nha | 4              | 2018             | Á quân (2018)                            |

Ghi chú
1. ^ Vào ngày 16 tháng 3 năm 2022, AFC thông báo Úc sẽ thay thế Triều Tiên trở thành đại diện của AFC tại Giải vô địch bóng đá nữ U-20 thế giới.[10]

## Địa điểm
Hai thành phố đăng cai được công bố vào ngày 10 tháng 8 năm 2021.
| San JoséAlajuela | Alajuela                                   | San José                         |
| ---------------- | ------------------------------------------ | -------------------------------- |
| San JoséAlajuela | Sân vận động Alejandro Morera Soto         | Sân vận động Quốc gia Costa Rica |
| San JoséAlajuela | Sức chứa: 17.895                           | Sức chứa: 35.175                 |
| San JoséAlajuela | Tập tin:Estadio Nacional de Costa Rica.jpg |                                  |

## Bốc thăm
Lễ bốc thăm diễn ra vào ngày 5 tháng 5 năm 2022, lúc 13:00 giờ địa phương (UTC-6), tại Teatro Nacional de Costa Rica ở San José.
| Nhóm 1                       | Nhóm 2                            | Nhóm 3                            | Nhóm 4                    |
| ---------------------------- | --------------------------------- | --------------------------------- | ------------------------- |
| Costa Rica Đức Nhật Bản Pháp | Hoa Kỳ Nigeria Tây Ban Nha México | Brasil Hàn Quốc Ghana New Zealand | Hà Lan Canada Colombia Úc |

## Đội hình
Các cầu thủ sinh từ ngày 1 tháng 1 năm 2002 đến ngày 31 tháng 12 năm 2006 đủ điều kiện tham gia giải đấu.

## Trọng tài
FIFA đã công bố danh sách 13 trọng tài, 26 trợ lý trọng tài và 14 trợ lý trọng tài video được lựa chọn để điều khiển các trận đấu trợ lý trọng tài video (VAR) sẽ được sử dụng lần đầu tiên trong giải vô địch bóng đá nữ U-20 thế giới.
| Liên đoàn | Trọng tài                                                       | Trợ lý trọng tài |
| --------- | --------------------------------------------------------------- | --- |
| AFC       | Lara Lee Kim Yu-jeong                                           | Ramina Tsoi Heba Saadieh Park Mi-suk Trương Thị Lệ Trinh                                                              |
| CAF       | Akhona Makalima Vincentia Amedome                               | Carine Atezambong Fanta Kone Mimisen Iyorhe Diana Chikotesha                                                          |
| CONCACAF  | Marianela Araya Francia González Tori Penso                     | Chantal Boudreau Ivette Santiago Enedina Caudillo Sandra Ramírez Mijensa Rensch Brooke Mayo                           |
| CONMEBOL  | Emikar Calderas                                                 | Mary Blanco Migdalia Rodríguez                                                                                        |
| OFC       | Anna-Marie Keighley                                             | Sarah Jones Maria Salamasina                                                                                          |
| UEFA      | Lina Lehtovaara Marta Huerta de Aza Tess Olofsson Cheryl Foster | Sara Telek Polyxeni Irodotou Karolin Kaivoja Katalin Török Katarzyna Wójs Guadalupe Porras Almira Spahić Susanne Küng |

| Liên đoàn | Trợ lý trọng tài video (VAR)                           | Hỗ trợ trợ lý trọng tài video (AVAR)       |
| --------- | ------------------------------------------------------ | ------------------------------------------ |
| AFC       | Kate Jacewicz                                          | Sarah Ho                                   |
| CAF       | Bouchra Karboubi                                       | Fatiha Jermoumi                            |
| CONCACAF  | Melissa Borjas Tatiana Guzmán                          |                                            |
| CONMEBOL  | Salomé di Iorio Daiane Muniz dos Santos María Carvajal |                                            |
| UEFA      | Maïka Vanderstichel Esther Staubli                     | Ella de Vries Sian Massey Eliana Fernández |

| Hỗ trợ trọng tài | Hỗ trợ trọng tài  |
| ---------------- | ----------------- |
| CONMEBOL         | Elizabeth Tintaya |

## Vòng bảng
Các tiêu chí
Hai đội đứng đầu mỗi bảng tiến vào tứ kết. Định dạng cho tiêu chí được xác định như sau:
1. Điểm có được trong tất cả các trận đấu vòng bảng;
2. Hiệu số bàn thắng bại trong tất cả các trận đấu vòng bảng;
3. Số bàn thắng ghi được trong tất cả các trận đấu vòng bảng;

Nếu hai đội trở lên bằng nhau trên cơ sở 3 tiêu chí trên thì thứ hạng của họ được xác định như sau:
1. Điểm có được trong các trận đấu vòng bảng giữa các đội liên quan;
2. Hiệu số bàn thắng bại trong các trận đấu vòng bảng giữa các đội liên quan;
3. Số bàn thắng ghi được trong các trận đấu vòng bảng giữa các đội liên quan;
4. Điểm kỷ luật trong tất cả các trận đấu vòng bảng:
  1. Thẻ vàng thứ nhất: trừ 1 điểm;
  2. Thẻ đỏ gián tiếp (thẻ vàng thứ hai): trừ 3 điểm;
  3. Thẻ đỏ trực tiếp: trừ 4 điểm;
  4. Thẻ vàng và thẻ đỏ trực tiếp: trừ 5 điểm;
5. Bốc thăm do Ban tổ chức FIFA tổ chức.

Tất cả thời gian đều là địa phương, CST (UTC-6).

### Bảng A
| VT | Đội            | ST | T | H | B | BT | BB | HS  | Đ | Giành quyền tham dự |
| -- | -------------- | -- | - | - | - | -- | -- | --- | - | ------------------- |
| 1  | Tây Ban Nha    | 3  | 2 | 1 | 0 | 8  | 0  | +8  | 7 | Tứ kết              |
| 2  | Brasil         | 3  | 2 | 1 | 0 | 7  | 0  | +7  | 7 | Tứ kết              |
| 3  | Úc             | 3  | 1 | 0 | 2 | 3  | 6  | −3  | 3 |                     |
| 4  | Costa Rica (H) | 3  | 0 | 0 | 3 | 1  | 13 | −12 | 0 |                     |

| Tây Ban Nha | 0–0      | Brasil |
| ----------- | -------- | ------ |
|             | Chi tiết |        |

| Costa Rica | 1–3      | Úc                                            |
| ---------- | -------- | --------------------------------------------- |
| Pinell 19' | Chi tiết | - Hunter 37' (ph.đ.) - Henry 38' - Fenton 72' |

| Brasil                     | 2–0      | Úc |
| -------------------------- | -------- | -- |
| - Priscila 26' - Aline 46' | Chi tiết |    |

| Costa Rica | 0–5      | Tây Ban Nha                                                                          |
| ---------- | -------- | ------------------------------------------------------------------------------------ |
|            | Chi tiết | - Majarín 26' - Mingueza 33' - Gabarro 62' (ph.đ.) - Elexpuru 74' - Paralluelo 90+4' |

| Brasil                                                                | 5–0      | Costa Rica |
| --------------------------------------------------------------------- | -------- | ---------- |
| - Rafa Levis 27', 53' - Pati Maldaner 63' - Aline 75' - Mileninha 88' | Chi tiết |            |

| Úc | 0–3      | Tây Ban Nha             |
| -- | -------- | ----------------------- |
|    | Chi tiết | - Gabarro 18', 24', 61' |

### Bảng B
| VT | Đội         | ST | T | H | B | BT | BB | HS | Đ | Giành quyền tham dự |
| -- | ----------- | -- | - | - | - | -- | -- | -- | - | ------------------- |
| 1  | Colombia    | 3  | 1 | 2 | 0 | 3  | 2  | +1 | 5 | Tứ kết              |
| 2  | México      | 3  | 1 | 2 | 0 | 2  | 1  | +1 | 5 | Tứ kết              |
| 3  | Đức         | 3  | 1 | 0 | 2 | 3  | 2  | +1 | 3 |                     |
| 4  | New Zealand | 3  | 0 | 2 | 1 | 3  | 6  | −3 | 2 |                     |

| Đức | 0–1      | Colombia  |
| --- | -------- | --------- |
|     | Chi tiết | Muñoz 87' |

| New Zealand        | 1–1      | México      |
| ------------------ | -------- | ----------- |
| Cazares 31' (l.n.) | Chi tiết | Vázquez 45' |

| Đức                                                  | 3–0      | New Zealand |
| ---------------------------------------------------- | -------- | ----------- |
| - Fröhlich 58' - Weidauer 64' (ph.đ.) - Corley 90+4' | Chi tiết |             |

| México | 0–0      | Colombia |
| ------ | -------- | -------- |
|        | Chi tiết |          |

| Colombia                           | 2–2      | New Zealand                |
| ---------------------------------- | -------- | -------------------------- |
| - L. Caicedo 10', 63' - Minota 42' | Chi tiết | - Clegg 3' - Lancaster 71' |

| México           | 1–0      | Đức |
| ---------------- | -------- | --- |
| - Villanueva 59' | Chi tiết |     |

### Bảng C
| VT | Đội      | ST | T | H | B | BT | BB | HS | Đ | Giành quyền tham dự |
| -- | -------- | -- | - | - | - | -- | -- | -- | - | ------------------- |
| 1  | Nigeria  | 3  | 3 | 0 | 0 | 5  | 1  | +4 | 9 | Tứ kết              |
| 2  | Pháp     | 3  | 2 | 0 | 1 | 4  | 2  | +2 | 6 | Tứ kết              |
| 3  | Hàn Quốc | 3  | 1 | 0 | 2 | 2  | 2  | 0  | 3 |                     |
| 4  | Canada   | 3  | 0 | 0 | 3 | 2  | 8  | −6 | 0 |                     |

| Pháp | 0–1      | Nigeria       |
| ---- | -------- | ------------- |
|      | Chi tiết | Sabastine 85' |

| Canada | 0–2      | Hàn Quốc                                 |
| ------ | -------- | ---------------------------------------- |
|        | Chi tiết | - Courtnall 53' (l.n.) - Mun Ha-yeon 62' |

| Hàn Quốc | 0–1      | Nigeria          |
| -------- | -------- | ---------------- |
|          | Chi tiết | - Onyenezide 83' |

| Pháp                                  | 3–1      | Canada        |
| ------------------------------------- | -------- | ------------- |
| - Folquet 51', 66' - Mbakem-Niaro 89' | Chi tiết | - Smith 90+6' |

| Hàn Quốc | 0–1      | Pháp               |
| -------- | -------- | ------------------ |
|          | Chi tiết | - Mbakem-Niaro 74' |

| Nigeria                                             | 3–1      | Canada     |
| --------------------------------------------------- | -------- | ---------- |
| - Onyenezide 24' (ph.đ.), 32' (ph.đ.) - Olise 90+1' | Chi tiết | - Novak 2' |

### Bảng D
| VT | Đội      | ST | T | H | B | BT | BB | HS | Đ | Giành quyền tham dự |
| -- | -------- | -- | - | - | - | -- | -- | -- | - | ------------------- |
| 1  | Nhật Bản | 3  | 3 | 0 | 0 | 6  | 1  | +5 | 9 | Tứ kết              |
| 2  | Hà Lan   | 3  | 2 | 0 | 1 | 7  | 2  | +5 | 6 | Tứ kết              |
| 3  | Hoa Kỳ   | 3  | 1 | 0 | 2 | 4  | 6  | −2 | 3 |                     |
| 4  | Ghana    | 3  | 0 | 0 | 3 | 1  | 9  | −8 | 0 |                     |

| Ghana     | 0–3      | Hoa Kỳ                                    |
| --------- | -------- | ----------------------------------------- |
| Owusu 31' | Chi tiết | - Cooper 11' - Thompson 38' - Sentnor 51' |

| Nhật Bản       | 1–0      | Hà Lan |
| -------------- | -------- | ------ |
| - Yamamoto 23' | Chi tiết |        |

| Nhật Bản                          | 2–0      | Ghana |
| --------------------------------- | -------- | ----- |
| - Hamano 62' (ph.đ.), 73' (ph.đ.) | Chi tiết |       |

| Hoa Kỳ | 0–3      | Hà Lan                                                       |
| ------ | -------- | ------------------------------------------------------------ |
|        | Chi tiết | - Koopman 32' - Foederer 55' - Auée 62' (ph.đ.) - Diemen 82' |

| Hoa Kỳ        | 1–3      | Nhật Bản                                  |
| ------------- | -------- | ----------------------------------------- |
| - Jackson 70' | Chi tiết | - Matsukubo 55' - Koyama 67' - Tabata 84' |

| Hà Lan                                               | 4–1      | Ghana          |
| ---------------------------------------------------- | -------- | -------------- |
| - Rijsbergen 28', 65' - Henry 51' - Auée 84' (ph.đ.) | Chi tiết | - Boaduwaa 53' |

## Vòng đấu loại trực tiếp
Ở vòng đấu loại trực tiếp, nếu 1 trận đấu hòa vào cuối thời gian thi đấu bình thường, thì hiệp phụ sẽ được thi đấu (hai hiệp, mỗi hiệp 15 phút) và sau đó, nếu cần, sẽ đá luân lưu để phân định thắng thua. Tuy nhiên, đối với trận tranh hạng ba, không có hiệp phụ nào và đội thắng được phân định bằng loạt sút luân lưu nếu cần thiết.

### Sơ đồ
|  | Tứ kết                | Tứ kết                |                       |       | Bán kết       | Bán kết       |  |  | Chung kết | Chung kết |
|  |                       |                       |                       |       |               |               |  |  |           |           |
|  | 20 tháng 8 – San José |                       |                       |       |               |               |  |  |           |           |
|  |                       |                       |                       |       |               |               |  |  |           |           |
|  | Tây Ban Nha           | 1                     |                       |       |               |               |  |  |           |           |
|  | Tây Ban Nha           | 1                     | 25 tháng 8 – San José |       |               |               |  |  |           |           |
|  | México                | 0                     |                       |       |               |               |  |  |           |           |
|  | México                | 0                     | Tây Ban Nha           | 2     |               |               |  |  |           |           |
|  | 21 tháng 8 – Alajuela |                       | Tây Ban Nha           | 2     |               |               |  |  |           |           |
|  |                       | Hà Lan                | 1                     |       |               |               |  |  |           |           |
|  | Nigeria               | Hà Lan                | 1                     | 0     |               |               |  |  |           |           |
|  | Nigeria               |                       | 28 tháng 8 – San José | 0     |               |               |  |  |           |           |
|  | Hà Lan                | 2                     |                       |       |               |               |  |  |           |           |
|  | Hà Lan                | 2                     | Tây Ban Nha           | 3     |               |               |  |  |           |           |
|  | 20 tháng 8 – San José |                       | Tây Ban Nha           | 3     |               |               |  |  |           |           |
|  |                       | Nhật Bản              | 1                     |       |               |               |  |  |           |           |
|  | Colombia              | Nhật Bản              | 1                     | 0     |               |               |  |  |           |           |
|  | Colombia              | 25 tháng 8 – San José |                       | 0     |               |               |  |  |           |           |
|  | Brasil                | 1                     |                       |       |               |               |  |  |           |           |
|  | Brasil                | 1                     | Brasil                | 1     |               |               |  |  |           |           |
|  | 21 tháng 8 – Alajuela |                       | Brasil                | 1     |               |               |  |  |           |           |
|  |                       | Nhật Bản              | 2                     |       | Tranh hạng ba | Tranh hạng ba |  |  |           |           |
|  | Nhật Bản (p)          | Nhật Bản              | 2                     | 3 (5) | Tranh hạng ba | Tranh hạng ba |  |  |           |           |
|  | Nhật Bản (p)          |                       | 28 tháng 8 – San José | 3 (5) |               |               |  |  |           |           |
|  | Pháp                  | 3 (3)                 |                       |       |               |               |  |  |           |           |
|  | Pháp                  | 3 (3)                 | Hà Lan                | 1     |               |               |  |  |           |           |
|  |                       |                       |                       |       |               |               |  |  |           |           |
|  | Brasil                | 4                     |                       |       |               |               |  |  |           |           |
|  | Brasil                | 4                     |                       |       |               |               |  |  |           |           |

### Tứ kết
| Tây Ban Nha   | 1–0      | México |
| ------------- | -------- | ------ |
| - Gabarro 25' | Chi tiết |        |

| Colombia | 0–1      | Brasil                 |
| -------- | -------- | ---------------------- |
|          | Chi tiết | - Tarciane 26' (ph.đ.) |

| Nigeria | 0–2      | Hà Lan                    |
| ------- | -------- | ------------------------- |
|         | Chi tiết | - Hulswit 11' - Henry 33' |

| Nhật Bản                                                    | 3–3 (s.h.p.) | Pháp                                             |
| ----------------------------------------------------------- | ------------ | ------------------------------------------------ |
| - Yamamoto 33' (ph.đ.) - Hamano 48' - Fujino 120+5' (ph.đ.) | Chi tiết     | - Folquet 15' - Mbakem-Niaro 84' - Hoeltzel 110' |
| Loạt sút luân lưu                                           |              |                                                  |
| Oyama · Koyama · Fujino · Shimada · Tabata                  | 5–3          | Fazer · Sombath · Mbakem-Niaro · Le Guilly       |

### Bán kết
| Tây Ban Nha        | 2–1      | Hà Lan         |
| ------------------ | -------- | -------------- |
| - Gabarro 22', 25' | Chi tiết | - Van Gool 54' |

| Brasil     | 1–2      | Nhật Bản                    |
| ---------- | -------- | --------------------------- |
| - Cris 55' | Chi tiết | - Yamamoto 30' - Hamano 84' |

### Tranh hạng ba
| Hà Lan         | 1–4      | Brasil                                                        |
| -------------- | -------- | ------------------------------------------------------------- |
| - Van Gool 21' | Chi tiết | - Ana Clara 9' - Tarciane 59', 79' (ph.đ.) - Gi Fernandes 89' |

### Chung kết
Trận chung kết năm 2022 là trận tái đấu của trận chung kết năm 2018 trước đó.
| Tây Ban Nha                                 | 3–1      | Nhật Bản    |
| ------------------------------------------- | -------- | ----------- |
| - Gabarro 12' - Paralluelo 22', 27' (ph.đ.) | Chi tiết | - Amano 47' |

| Giải vô địch bóng đá nữ U-20 thế giới 2022 |
| ------------------------------------------ |
| · Tây Ban Nha · Lần đầu tiên               |

## Giải thưởng
Các giải thưởng sau đã được trao sau giải đấu:
| Quả bóng vàng        | Quả bóng bạc   | Quả bóng đồng     |
| -------------------- | -------------- | ----------------- |
| Maika Hamano         | Inma Gabarro   | Tarciane          |
| Chiếc giày vàng      | Chiếc giày bạc | Chiếc giày đồng   |
| Inma Gabarro         | Maika Hamano   | Yuzuki Yamamoto   |
| 8 bàn                | 4 bàn          | 3 bàn, 3 kiến tạo |
| Găng tay vàng        |                |                   |
| Txell Font           |                |                   |
| Giải phong cách FIFA |                |                   |
| Nhật Bản             |                |                   |

## Cầu thủ ghi bàn
Đã có 86 bàn thắng ghi được trong 32 trận đấu, trung bình 2.69 bàn thắng mỗi trận đấu.
8 bàn thắng
- Inma Gabarro

4 bàn thắng
- Maika Hamano

3 bàn thắng
- Tarciane
- Salma Paralluelo
- Magnaba Folquet
- Esther Mbakem-Niaro
- Yuzuki Yamamoto
- Esther Onyenezide

2 bàn thắng
- Aline
- Rafa Levis
- Linda Caicedo
- Marit Auée
- Rosa van Gool
- Ziva Henry
- Liz Rijsbergen

1 bàn thắng
- Kirsty Fenton
- Bryleeh Henry
- Sarah Hunter
- Ana Clara
- Cris
- Gi Fernandes
- Mileninha
- Pati Maldaner
- Priscila
- Kaila Novak
- Olivia Smith
- Mariana Muñoz
- Alexandra Pinell
- Mégane Hoeltzel
- Gia Corley
- Clara Fröhlich
- Sophie Weidauer
- Doris Boaduwaa
- Suzu Amano
- Aoba Fujino
- Shinomi Koyama
- Manaka Matsukubo
- Haruna Tabata
- Anette Vázquez
- Alexia Villanueva
- Dana Foederer
- Zera Hulswit
- Sanne Koopman
- Emily Clegg
- Charlotte Lancaster
- Chioma Olise
- Flourish Sabastine
- Mun Ha-yeon
- Ane Elexpuru
- Sonia Majarín
- Ariadna Mingueza
- Michelle Cooper
- Simone Jackson
- Ally Sentnor
- Alyssa Thompson

2 bàn phản lưới nhà
- Brooklyn Courtnall (trong trận gặp Hàn Quốc)
- Carol Cazares (trong trận gặp New Zealand)

## Bảng xếp hạng giải đấu
Theo quy ước thống kê trong bóng đá, các trận đấu quyết định trong hiệp phụ được tính là thắng và thua, trong khi các trận đấu quyết định bằng loạt sút luân lưu được tính là hòa.
| XH                  | Đội         | ST | T | H | B | Đ  | BT | BB | HS  |
| ------------------- | ----------- | -- | - | - | - | -- | -- | -- | --- |
| 1                   | Tây Ban Nha | 6  | 6 | 0 | 0 | 18 | 14 | 2  | +12 |
| 2                   | Nhật Bản    | 6  | 4 | 1 | 1 | 13 | 12 | 8  | +4  |
| 3                   | Brasil      | 6  | 4 | 1 | 1 | 13 | 13 | 3  | +10 |
| 4                   | Hà Lan      | 6  | 3 | 0 | 3 | 9  | 11 | 7  | +4  |
| Bị loại ở tứ kết    |             |    |   |   |   |    |    |    |     |
| 5                   | Nigeria     | 4  | 3 | 0 | 1 | 9  | 5  | 3  | +2  |
| 6                   | Pháp        | 4  | 2 | 1 | 1 | 7  | 5  | 5  | 0   |
| 7                   | Colombia    | 4  | 1 | 2 | 1 | 5  | 3  | 3  | 0   |
| 8                   | México      | 4  | 1 | 2 | 1 | 5  | 2  | 2  | 0   |
| Bị loại ở vòng bảng |             |    |   |   |   |    |    |    |     |
| 9                   | Đức         | 3  | 1 | 0 | 2 | 3  | 3  | 2  | +1  |
| 10                  | Hàn Quốc    | 3  | 1 | 0 | 2 | 3  | 2  | 2  | 0   |
| 11                  | Hoa Kỳ      | 3  | 1 | 0 | 2 | 3  | 4  | 6  | -2  |
| 12                  | Úc          | 3  | 1 | 0 | 2 | 3  | 3  | 6  | -3  |
| 13                  | New Zealand | 3  | 0 | 2 | 1 | 2  | 3  | 6  | -3  |
| 14                  | Canada      | 3  | 0 | 0 | 3 | 0  | 2  | 8  | -6  |
| 15                  | Ghana       | 3  | 0 | 0 | 3 | 0  | 1  | 9  | -8  |
| 16                  | Costa Rica  | 3  | 0 | 0 | 3 | 0  | 1  | 13 | -12 |

## Tiếp thị

### Thương hiệu
Biểu trưng và khẩu hiệu chính thức đã được công bố vào ngày 10 tháng 8 năm 2021, một năm trước khi giải đấu bắt đầu.
"Vamos juntas" do Isabella Castro, Rebeca Malavassi, Tony Succar và dàn hợp xướng nữ của Franz Liszt Schule thể hiện là bài hát chủ đề chính thức của giải đấu (được sản xuất và sáng tác bởi nghệ sĩ người Costa Rica Jorge Castro).